# Referendumcommissie
De referendumcommissie was van 2015 tot 2018 een Nederlandse permanente commissie die verantwoordelijk was voor de uitvoering van en informatievoorziening rond het raadgevend referendum dat in 2015 werd ingevoerd.
De commissie had vier wettelijke taken in het kader van de Wet Raadgevend Referendum:
- Het bepalen van de dag waarop een referendum wordt gehouden. De Referendumcommissie besluit daarover na overleg met de minister van Binnenlandse Zaken en Koninkrijksrelaties;
- Het bepalen hoe de wet waarover een referendum wordt gehouden wordt aangeduid op het stembiljet;
- Het geven van informatie aan de kiezers over de wet waarover een referendum wordt gehouden;
- Het verstrekken van maximaal 2 miljoen euro per referendum aan subsidies ten behoeve van maatschappelijke initiatieven die zich ten doel stellen het publieke debat in Nederland over de aan het referendum onderworpen wet te bevorderen. Hiervoor dient de commissie een subsidieregeling op te stellen.

Na de intrekking van de Wet raadgevend referendum werd de commissie op 10 juli 2018 opgeheven. 

## Leden
De commissie had vijf leden waaronder een voorzitter, die benoemd werden voor een periode van vier jaar. De leden konden bij het aflopen van hun termijn opnieuw benoemd worden. Per 5 oktober 2015 werden de volgende leden benoemd voor een periode van vier jaar:
- Mr. Medy van der Laan, voorzitter
- Prof. mr. Aletta Blomberg
- Prof. mr. drs. Willemien den Ouden
- Dr. Reint-Jan Renes
- Prof. dr. Ruud Koole